# Norra Fågelås församling
Norra Fågelås församling var en församling i Skara stift och i Hjo kommun. Församlingen uppgick 2006 i Fågelås församling. 

## Administrativ historik
Församlingen bildades 14 mars 1902 genom en namnändring av Fågelås församling efter att Södra Fågelås församling brutits ut.
Församlingen var till 1989 moderförsamling i pastoratet Norra Fågelås och Södra Fågelås som även från 1962 omfattade Brandstorps församling. Från 1989 till 2006 annexförsamling i pastoratet Hjo, Mofalla, Norra Fågelås och Södra Fågelås som till 2002 även omfattade Grevbäcks församling och de sista åren möjligen även Korsberga och Fridene församlingar. Församlingen uppgick 2006 i Fågelås församling.

## Kyrkor
- Norra Fågelås kyrka